# Vodíková tramvaj
Vodíková tramvaj je tramvaj na vodíkový pohon. 

## CSR Y03
Jako první tramvaj s vodíkovým pohonem na světě je označovaná tříčlánková obousměrná tramvaj CSR Y03, vyráběná v Číně společností CRRC Qingdao Sifang (výrobce je autorem designu tramvaje) na základě licence poskytnuté českou firmou Škoda Transportation (její typové označení je Škoda 27T), ve variantě na vodíkový pohon. Základní varianta tohoto typu tramvaje je s klasickým elektrickým pohonem z trolejového vedení, jednou z variant je též bateriový pohon. Technicky byl typ Škoda 27T původně odvozen z jednosměrné tramvaje Škoda 15T, má však větší šířku i délku a nový design. 
První komerčně provozovaná vodíková tramvaj na světě, od čínského výrobce CRRC, vyjela v pátek 27. října 2017 ve městě Tchang-šan v provincii Che-pej na severovýchodě Čínské lidové republiky. Na jedno doplnění vodíku ujede až 40 kilometrů, maximální rychlost je 70 km/h.